# Торнтон, Биг Мама
Вилли Мэй Торнтон (англ.  Willie Mae Thornton), известная по прозвищу «Big Mama» (11 декабря 1926, Аритон, Алабама  — 25 июля 1984, Лос-Анджелес, Калифорния) — американская певица и автор песен, исполнительница блюза и ритм-энд-блюза. «Большая мама» Торнтон прославилась лишь одним хитом, «Hound Dog», но он в 1953 году семь недель оставался на вершине ритм-энд-блюзовых списков журнала Billboard и разошёлся в общей сложности почти двухмиллионным тиражом. Версия Торнтон оказалась практически забыта после того, как песню два года спустя записал Элвис Пресли.
Последовавшие затем синглы «I Smell a Rat», «Stop Hoppin' on Me», «The Fish», «Just Like a Dog», в хит-парады уже не входили. В первой половине 1960-х годов певица продолжала записываться, меняя лейблы (Irma Records, Bay-Tone Records, Kent Records и др.), но оставалась полузабытой вплоть до 1968 года, когда в её исполнении вышла первая виниловая версия песни «Ball and Chain» (вскоре ставшая знаменитой в исполнении Дженис Джоплин), за которой последовали два успешных альбома на Mercury Records.
Торнтон считалась одной из самых «крутых» исполнительниц своего времени: она одевалась, как мужчина, и (согласно Allmusic) «никому не давала спуску, даже когда фунты один за другим стали спадать с её некогда мощной фигуры, превращая её в тростинку». В 1984 году, незадолго до смерти, Биг Мама Торнтон была введена в Зал славы блюза.

## Биография

### Ранний период жизни
В свидетельстве о рождении Торнтон указано, что она родилась в Аритоне, штат Алабама, но в интервью Крису Штрахвицу она назвала Монтгомери, штат Алабама, местом своего рождения, вероятно потому, что Монтгомери был более известен, чем Аритон.
Её познакомили с музыкой в баптистской церкви, где её отец был священником, а мать — певицей. Торнтон и её шесть братьев и сестер начали петь в раннем возрасте. Её мать умерла рано, поэтому Вилли Мэй бросила школу и устроилась в местную таверну мыть и чистить плевательницы. В 1940 году она ушла из дома и с помощью Diamond Teeth Mary присоединилась к Hot Harlem Revue Сэмми Грина, после чего вскоре получила получила имя «Новая Бесси Смит». Её музыкальное образование началось в церкви, а продолжилось наблюдением за исполнителями ритм-энд-блюза Бесси Смит и Мемфис Минни, которыми она глубоко восхищалась.

### Ранняя карьера
Карьера Торнтон начала набирать обороты, после того как в 1948 году она переехала в Хьюстон. «Новый вид популярного блюза выходил из клубов Техаса и Лос-Анджелеса, полный медных валторн, нервных ритмов и остроумных текстов». В 1951 году она подписала контракт со звукозаписывающей компанией Peacock Records и выступила в театре Apollo в 1952 году. Также в 1952 году, работая с другим артистом Peacock, Джонни Отисом, она записала «Hound Dog», первую пластинку, спродюсированную её авторами Джерри Либером и Майком Столлером. Пара присутствовала при записи, где Лейбер демонстрировал песню в вокальном стиле, который они себе представляли; «Мы хотели, чтобы она рычала», — сказал Столлер, что она и сделала. Отис играл на барабанах после того, как оригинальный барабанщик не смог сыграть соответствующую роль. Пластинка была продана тиражом более полумиллиона копий и заняла первое место в чарте R&B, что способствовало наступлению рассвета рок-н-ролла. Хотя этот рекорд сделал Торнтон звездой, она, как сообщается, не видела прибыли.
На Рождество 1954 года в одном из театров Хьюстона, штат Техас, она стала свидетелем того, как её коллега Джонни Эйс, также подписавший контракт с лейблами Duke и Peacock, играя с пистолетом 22-го калибра ненамеренно выстрелив убил себя.
Торнтон продолжала записываться для Peacock до 1957 года и выступать в турах с Джуниором Паркер и Эстер Филлипс.
После Торнтон, три года спустя Элвис Пресли записал свою кавер-версию песни Hound Dog.
Его запись сначала рассердила Либера, который написал: «Я понятия не имею, что это за кроличий бизнес. Песня не о собаке, а о человеке, жиголо-халявщине». Но версия Элвиса была продана в десять миллионов. копий, поэтому сегодня немногие фанаты знают, что «Hound Dog» изначально была как «гимн чёрной женской мощи». Точно так же Торнтон изначально записала свою песню «Ball 'n' Chain» для Bay-Tone Records в начале 1960-х годов. «и хотя лейбл предпочел не выпускать песню … они сохранили авторские права» — это означало, что Торнтон упустил гонорары за публикацию, когда Дженис Джоплин записала песню позже в этом десятилетии. Однако в интервью 1972 года Торнтон признала, что дала Джоплин разрешение на запись песни и получила лицензионные платежи от её продаж.

### Успех
Когда в конце 1950-х — начале 1960-х её карьера начала угасать, она покинула Хьюстон и переехала в район залива Сан-Франциско, «играя в клубах в Сан-Франциско и Лос-Анджелеса и записываясь для нескольких лейблов», особенно для находящейся в Беркли компании Arhoolie Records. В 1965 году она гастролировала с Американским фольклорным блюз-фестивалем по Европе, где её успех был заметным, «потому что очень немногие женщины-блюзовые певицы в то время когда-либо добивались успеха через Атлантику».
В том же году в Англии она записала свой первый альбом «Big Mama Thornton — In Europe» для независимого лейбла Arhoolie. В нём участвовали ветераны блюза Бадди Гай (гитара), Фред Белоу (ударные), Эдди Бойд (клавишные), Джимми Ли Робинсон (бас) и Уолтер «Шейки» Хортон (губная гармошка), за исключением трех песен, на которых выступил Фред Макдауэлл с акустической слайд-гитарой.
В 1966 году Торнтон записала свой второй альбом для Arhoolie — « Big Mama Thornton with the Muddy Water Blues Band», с Мадди Уотерсом (гитара), Сэмми Лоурном (гитара), Джеймсом Коттоном (губная гармошка), Отисом Спэнном (фортепиано), Лютером Джонсоном. (бас-гитара) и Фрэнсисом Клеем (барабаны). Она выступала на джазовом фестивале в Монтерее в 1966 и 1968 годах. Её последний альбом для Arhoolie, Ball n 'Chain, был выпущен в 1968 году. Он состоял из треков двух предыдущих альбомов, а также композиции «Ball and Chain» и «Уэйд в воде». Её постоянный гитарист Эдвард «Би» Хьюстон, обеспечило поддержку для двух песен. Исполнение Дженис Джоплин и группы Big Brother and the Holding Company песни «Ball 'n' Chain» на Монтерейском поп-фестивале в 1967 году, и выпуск песни на их альбоме Cheap Thrills возобновил интерес к карьере Торнтон.